# Герб Олівейри-де-Фрадеша
Ге́рб Оліве́йри-де-Фра́деша — офіційний символ містечка Олівейра-де-Фрадеш, Португалія. Використовується як територіальний герб. У золотому щиті синя лілія, обабіч якої дві чорні бджоли. У главі щита два чорні роги, червоні зсередини, обернені розтрубами один до одного. Низ щита перетятий хвилястими смугами — двома синіми, між якими одна срібна. Щит увінчує срібна мурована містечкова корона з чотирма вежами.  Під щитом біла стрічка, на якій великими літерами напис португальською: «vila de Oliveira de Frades» (містечко Олівейра-де-Фрадеш).  Офіційно затверджений 16 березня 1936 року.  

## Галерея

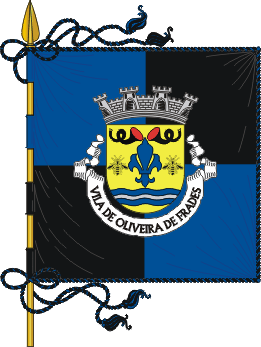
Прапор